# Abessinisk brunn
Abessinisk brunn (namnet kommer sig från sådana brunnars användning under engelsmännens fälttåg i Abessinien), även Nortons brunn eller Rörbrunn, kallas ett till vattenförande jordlager nedsänkt rör, vanligen av smidesjärn i längder om 3 à 4 meter, med gängade muffar och nedtill försett med en s.k. spets, genomborrad med mindre hål för vattnets insläppande. Röret neddrives med en järnhejare, som enklast manövreras genom ett i en trefot upphängt block. Brunnar av detta slag, med en diameter av 25-75 mm., användas med fördel för uppsamling av smärre kvantiteter grundvatten. Vid undersökning i större skala av grundvattenförhållanden används däremot nedtill öppna, men för övrigt täta rörbrunnar, som nedslås med hejare under invändig spolning med tryckvatten genom ett mindre rör, varvid de genomträngda lagrens beskaffenhet kan fullständigt undersökas.

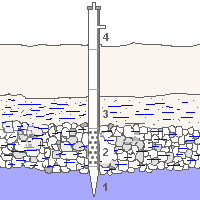
Abessinisk brunn.
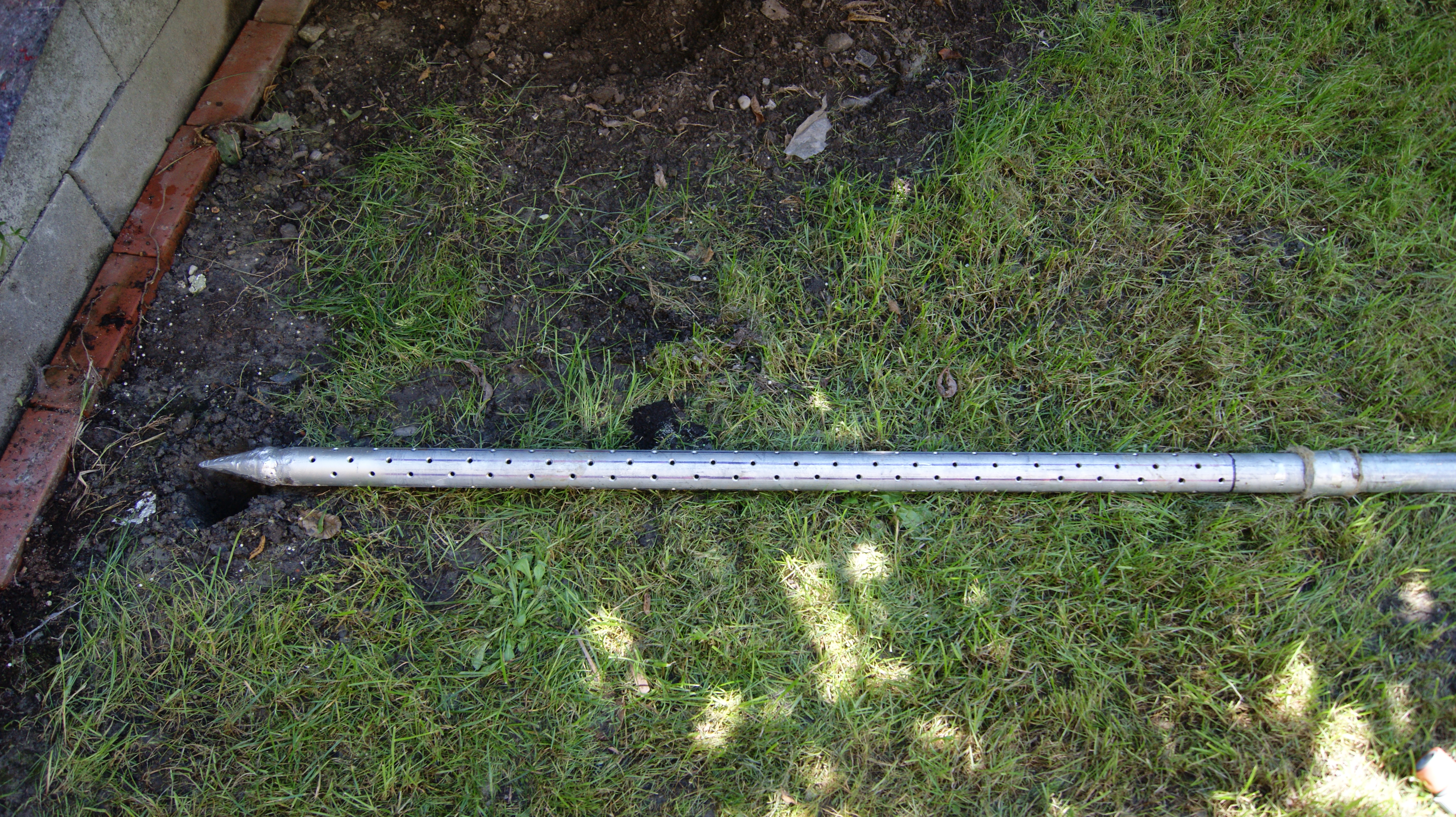
Nedsänkningsrör.
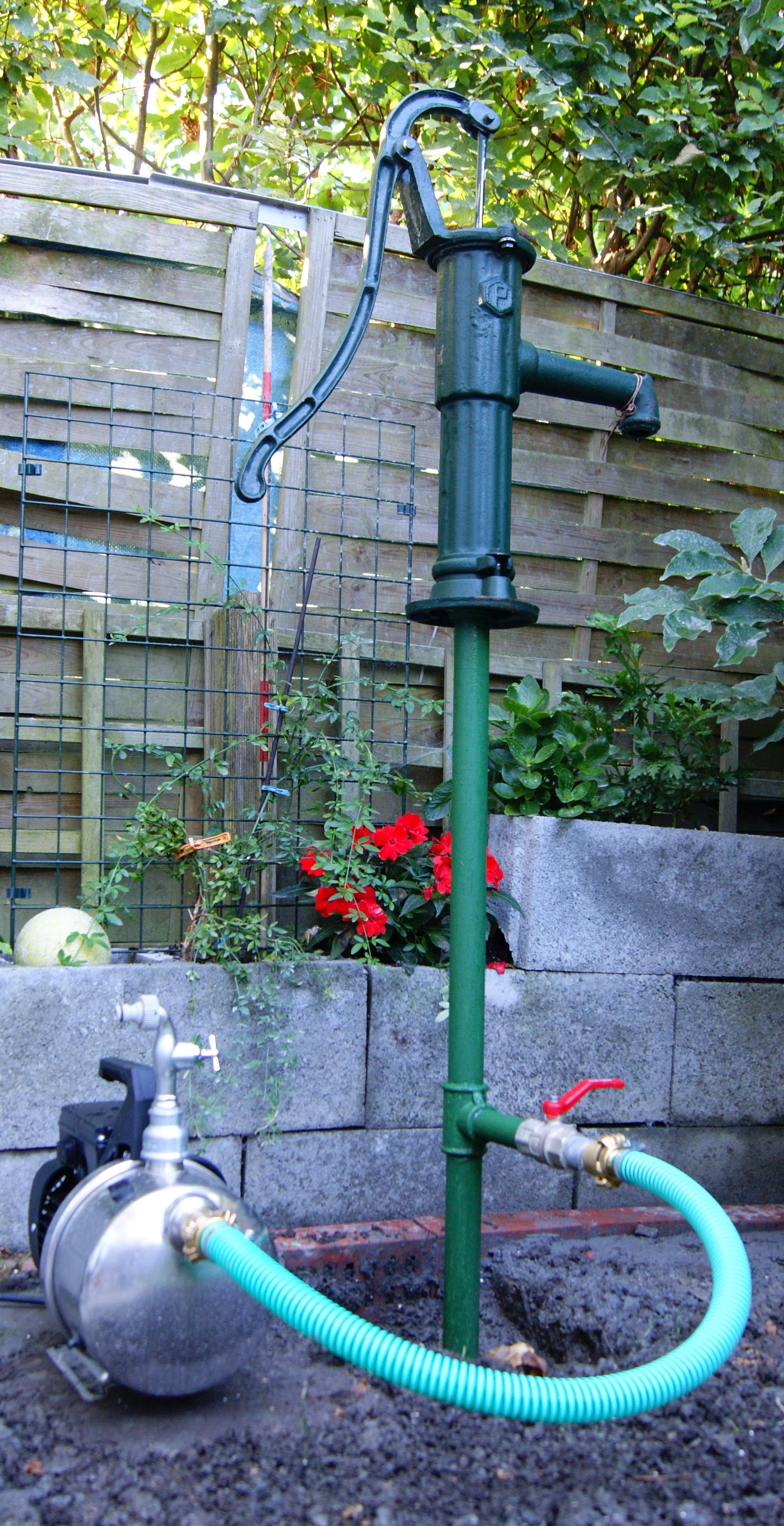
Abessinisk brunn.